# متلازمة موركيو
متلازمة موركيو(بالإنجليزية: Morquio syndrome) مرض وراثي قهري وهو عيب خلقي له مضاعفات عديدة وخطرة . في الولايات المتحدة الأمريكية، يقدر معدل الإصابة لموركيو ما بين 1 في 200,000 و1 في 300,000 ولادة حية. )
عندما يكون الجسم لا يمكن معالجة أنواع معينة من عديدات السكاريد المخاطية، وبناء أو القضاء عليها، مما تسبب أعراض مختلفة. وتشمل هذه تراكم سلفات الكيراتان.

## الأنواع
وهناك نوعان من متلازمة موركيو ؛ النوع أ والنوع ب. ويتميز النوع أ بغياب الأنزيم غالاكتزأمين سلفاتاز وإفراز سلفات الكيراتان في البول. والنوع ب ينجم عن نقص في إنظيم البيتا غالاكتوسيداز.وفي النوعين يحصل تجمع لمادة عديد السكريات المخاطية في المخ.

## الأعراض
تتميز متلازمة موركيو بشذوذ وتشوهات في الهيكل العظمي القفص الصدري والعظام الطويلة بشكل خاص ولكن قد لايتأثر ذكاء الطفل بشكل عام.

## العلاج
يكون العلاج في هذه المتلازمة ما قبل الولادة والعلاج ببدائل الانزيم. [7]

## وصلات إضافية
- International Dwarf Advocacy Association نسخة محفوظة 22 أبريل 2012 على موقع واي باك مشين.
- National MPS Society
- International Morquio Organization
- Hide & Seek Foundation for Lysosomal Disease Research
- The BioMarin Morquio A (MPS IVA) Program نسخة محفوظة 2 يوليو 2008 على موقع واي باك مشين.

قالب:Mucopolysaccharidoses